# Provinciaal gerechtshof in Noord-Brabant
Het provinciaal gerechtshof in Noord-Brabant was van 1838 tot 1876 een van de provinciale hoven in Nederland. Het hof had zijn zetel in de stad 's-Hertogenbosch. Het rechtsgebied van het hof kwam overeen met de provincie Noord-Brabant en was in drie arrondissementen verdeeld: 's-Hertogenbosch, Eindhoven en Breda en 19 kantons. Toen in 1876 de provinciale hoven werden opgeheven werd 's-Hertogenbosch zetel van het nieuwe ressort 's-Hertogenbosch, waarin Noord-Brabant en het hof in Limburg in opgingen.